# Fiumicello (Campodarsego)
Fiumicello è una frazione/località del comune di Campodarsego, in provincia di Padova (PD).

## Geografia
Distante circa 13 km in linea d’aria dal centro di Padova e a 30 km da Venezia, Fiumicello è situata in un graticolato romano, a nord-est di Padova.
Confina con le frazioni di Bronzola e Sant'Andrea e con i comuni di Borgoricco e Villanova. La parrocchia di S. Nicola nasce sul V cardine a est della via Aurelia, è situata circa a 4,8 km dal capoluogo comunale e conta 1 725 abitanti, pari all’11,76% della popolazione complessiva del comune. La sua denominazione deriva dal piccolo fiume che attraversa il paese stesso.

## Storia
Tale località venne nominata in diversi documenti dal IX secolo in poi: venne menzionata in un documento del 20 giugno 828 di Papa Gregorio IV e successivamente, nel 1123, papa Callisto II affidò la chiesa di Fiumicello all'Abbazia di Santa Giustina di Padova.
Nel 1297 la comunità di Fiumicello riprese il vecchio titolo di S. Nicolò (e non più quello di S. Giustina), titolo che poi rimarrà tale anche nelle successive visite vescovili. Nel XVII secolo i benedettini persero la giurisdizione della suddetta chiesa e nel 1453 venne unita a quella di San Pietro di Bronzola per mano di Nicolò V.
Nel 1587, Fiumicello venne detta cappella filiale della Pieve di Villanova. Nel 1760 venne posta la prima pietra della nuova chiesa in stile barocco, caratterizzata da 5 altari. Tale costruzione venne completata nel dicembre 1764 perdendo però parte degli antichi affreschi presenti nella vecchia costruzione. Nel 1669 Fiumicello contava circa 276 anime, 814 nel 1862 e nel 1972 era già arrivato a 1 360 abitanti.

## Monumenti e luoghi d'interesse

### Architetture religiose

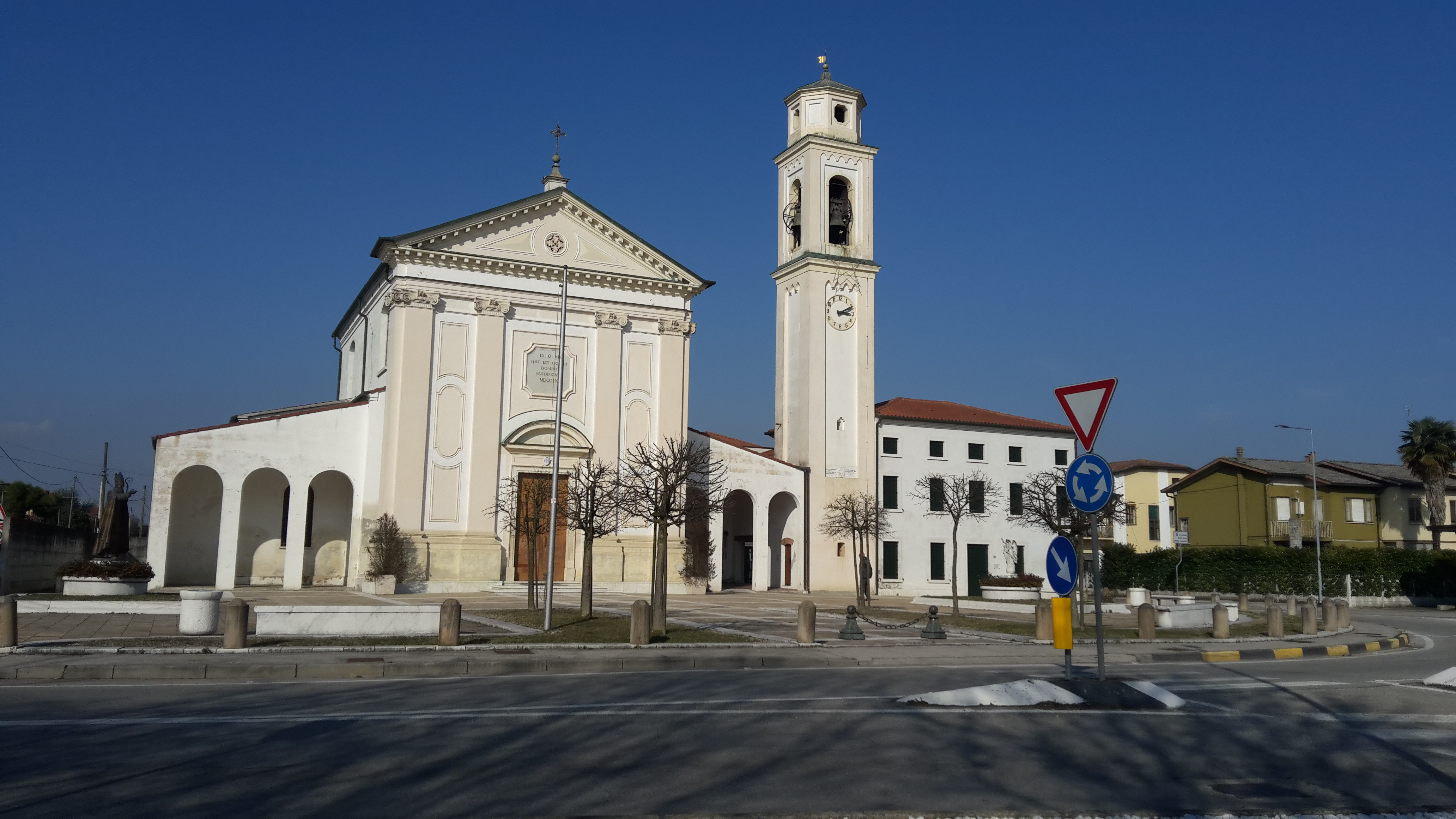
Chiesa di Fiumicello

Chiesa di San Nicola: Oggi la chiesa di Fiumicello accoglie i visitatori con una gran navata conservando la facciata del Settecento con paraste ioniche e numerosi decori in stucco e oro; in ricordo del “murer” Angelo Berno è presente una lapide in memoria della sua riedificazione nel 1760. All'interno di essa sono presenti due altari barocchi (risalenti ad inizio Ottocento) e l’altare maggiore (1877) che presenta sopra di esso la pala dipinta dal pittore Giovanni Battista Callegari.
Il soffitto, inoltre, è decorato con meravigliosi affreschi a colori; nel 1943 crollò e, di conseguenza, andarono persi gli affreschi del prof. Beni. Con il restauro ciò che prima era ritratto sul soffitto (S. Nicola), fu ripristinato. Sempre all'interno della chiesa possiamo trovare il corpo del soldato romano S. Costanzo, il quale si era convertito al cristianesimo e poi martirizzato; il suo corpo era stato rinvenuto e autenticato dalle catacombe di Roma nel 1739. Sopra al suo sarcofago è presente una pala ritraente il Crocifisso, un papa e S. Giovanni Evangelista. 

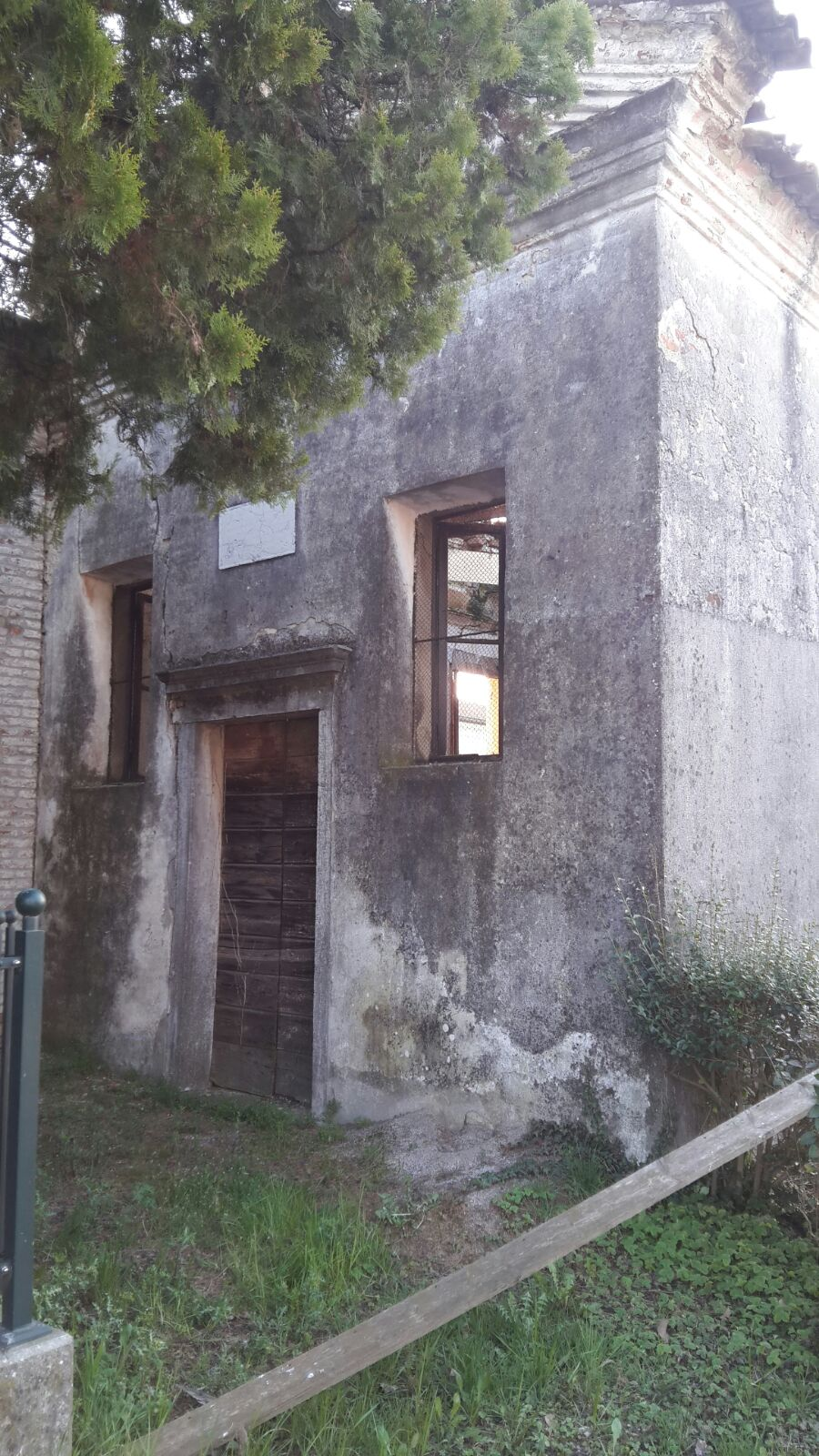
Oratorio di Santa Maria della Neve

Altra tela caratteristica della chiesa di Fiumicello è quella rappresentante la morte di S. Giuseppe, proveniente dalla chiesa di S. Maria Gloriosa Dei Frari di Venezia. Tale opera è in stile neoclassico ed è posta al di sopra di un altare che un tempo custodiva le ceneri di due frati minori francescani (Francesco Querini e Gentile da Matelica). Sempre all'interno della chiesa è possibile trovare un grande organo del XX secolo che ha sostituito un altro organo risalente a metà del diciottesimo secolo appartenente a Gaetano Callido (1727-1813) che era andato distrutto per negligenza. Il campanile della chiesa è una torre quadrata caratterizzata dalla presenza di una cella campanaria a pulpito.
Oratorio di Santa Maria della Neve: costruito nel 1613: tale struttura presente una modesta facciata con due finestre, una cornice aggettante sulla porta, un timpano con rosone dipinto, una crocetta di ferro sul fastigio e un campaniletto a vela. Sulla fronte è presente inoltre una lapide che ricorda il fatto che fu costruita sotto il patronato della congregazione di Santa Maria Formosa di Venezia.

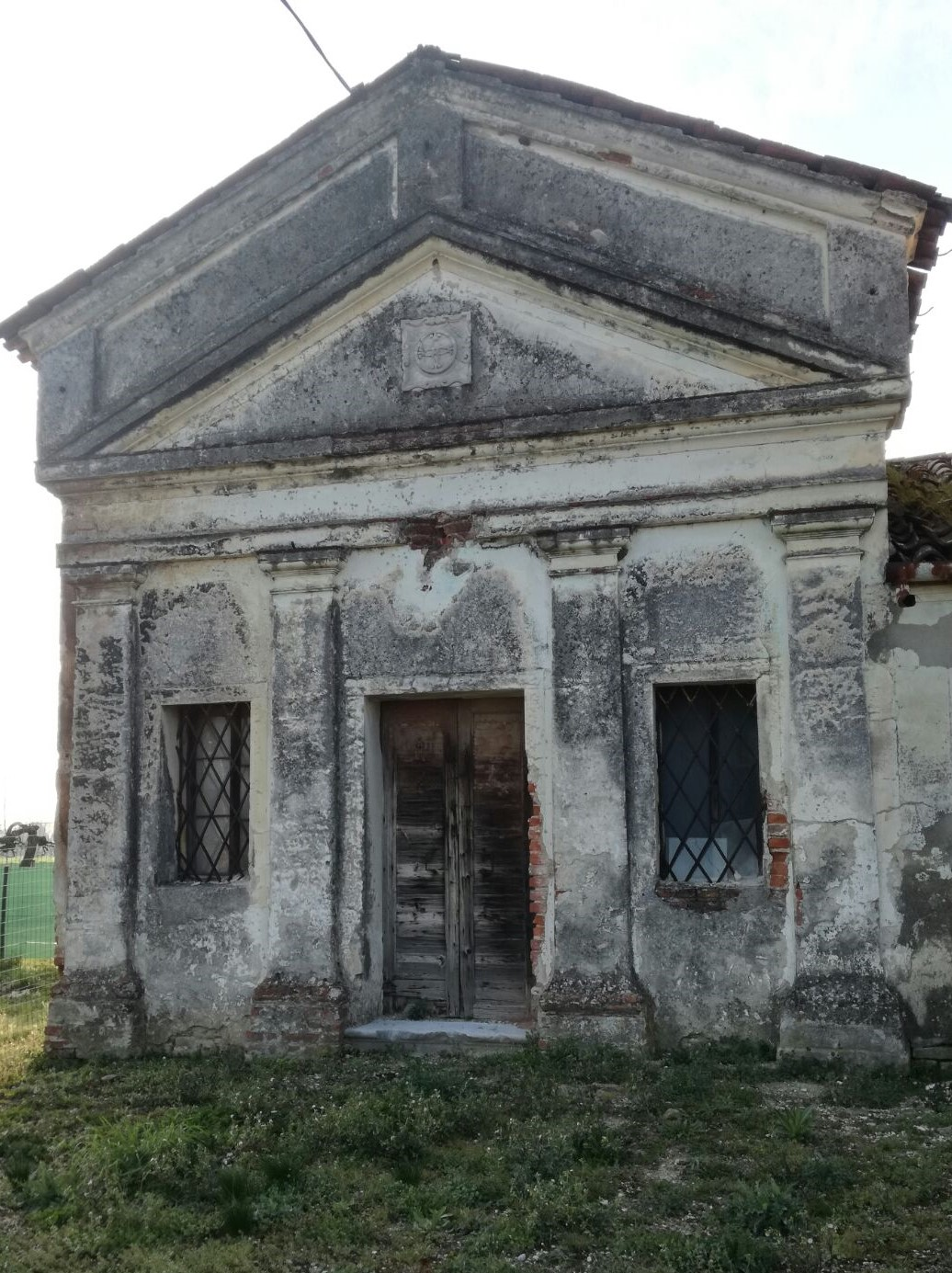
Oratorio di S. Giuliano

Oratorio di San Giuliano (poi di S. Gaetano da Thiene): situato al confine con Borgoricco. Oggi la costruzione si presenta in evidente stato di grave degrado strutturale ed è inserita nel cortile di un'abitazione privata. Tale manufatto costituisce una rara e preziosa testimonianza medievale, è caratterizzato da una facciata ripartita da lesene sotto il timpano rialzato, con un ornamento al centro in pietra.

Sulla fronte dell’oratorio è possibile trovare due finestre rettangolari, due finestre termali sulla parete e un campaniletto a vela. Nel 1379 venne annesso all'ospedale frequentato dai pellegrini che percorrevano la via pubblica ma poi lo stesso ospedale venne soppresso nel 1638 dal papa Alessandro VII e i suoi redditi assegnati alla congregazione di S. Giorgio in Alga a Venezia. Dal 1669 la proprietà dell’oratorio passa ai David di Venezia, Al Capitolo di Caorle e successivamente al seminario di Venezia. 

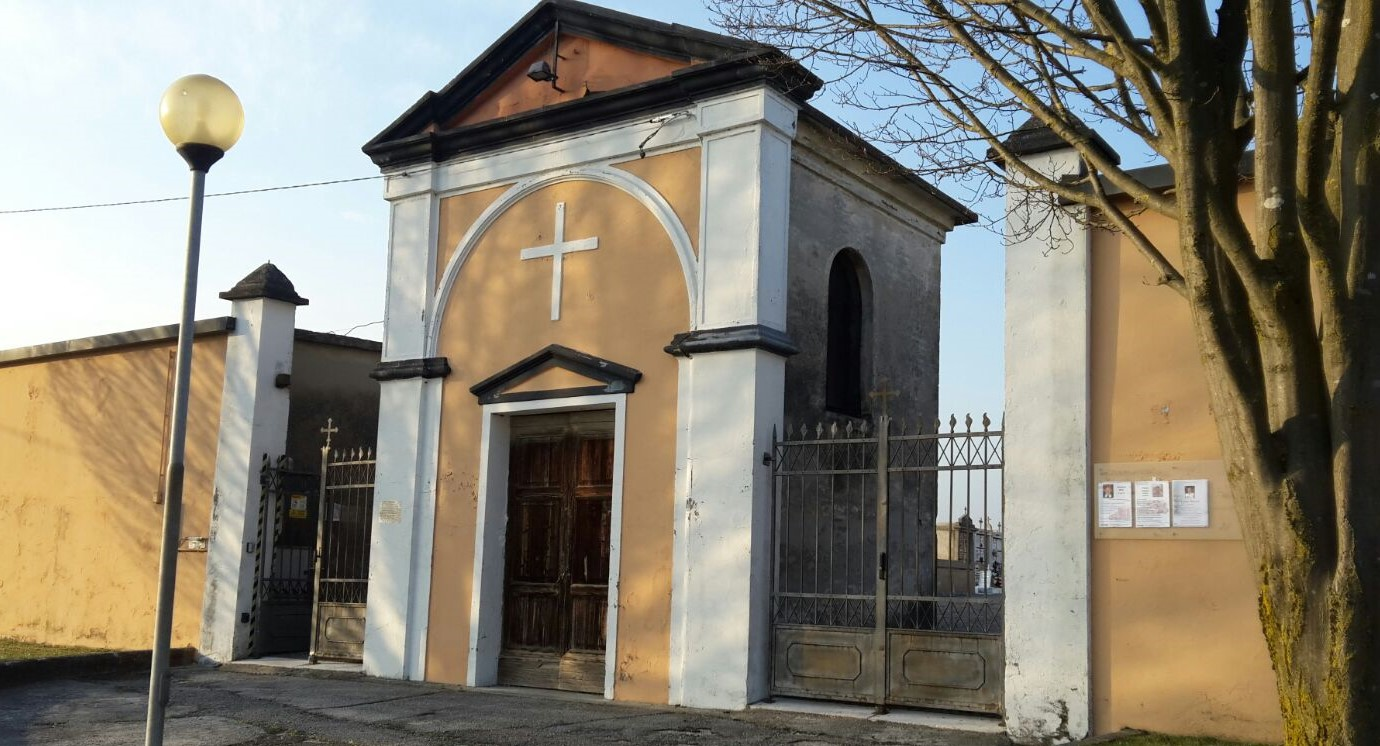
Cimitero Comunale

Capitello de “La Pietà”: Capitello in muratura con tetto a quattro spioventi ricoperto di coppi, alla sommità una croce a quattro bracci in ferro battuto. All'interno della suddetta costruzione è collocata una grande statua in pietra raffigurante la Vergine Maria che sostiene con amore il corpo esanime del Figlio Gesù. Nessuna data o scritta presenti nella struttura.
Capitello dell’"Immacolata": Capitello in muratura abbellito da due colonnine, quattro pinnacoli sul tetto e una croce a quattro bracci nella sommità in ferro battuto. Sulla parete di sfondo la nicchia contenente la statua in gesso della Vergine Immacolata protetta dal vetro e adornata da fiori e luci. Tale costruzione è stata benedetta l’8 dicembre 1958.
Cimitero comunale: costruito nel 1864 e ampliato nel 1930. Il cimitero è in comune con il paese di Bronzola di Campodarsego ed è situato al confine tra i due paesi.

### Altri monumenti

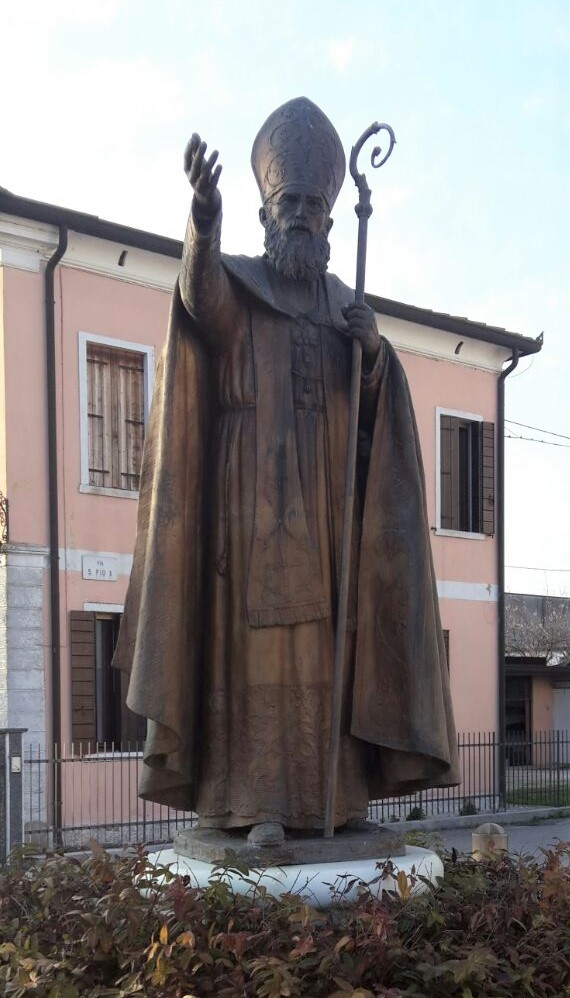
Monumento dedicato al Beato Andrea Giacinto Longhin

Monumento dedicato a mons. Andrea Giacinto Longhin: collocato nel Piazzale della chiesa parrocchiale, monumento dedicato al vescovo di Treviso originario del suddetto paese. Si tratta di una statua dove il vescovo è raffigurato in piedi, vestito con abiti pontificali mentre tiene sollevato il braccio destro quasi sembra invitare i suoi concittadini a seguire la Chiesa. Inoltre sempre in memoria del Vescovo si possono trovare le sue reliquie esposte nel museo presso la Chiesa della comunità di Fiumicello.
Andrea Giacinto Longhin è tra le figure più rilevanti della comunità poiché è nato proprio in questo paese nel 1863; un religioso cappuccino di profonda spiritualità e di solida dottrina.
Nel 1879, all'età di sedici anni lascia Fiumicello per trasferirsi a Venezia nel convento dei cappuccini, successivamente, a Bassano del Grappa riesce ad "incontrare Cristo" con l'abito di Francesco e proprio in quell'occasione prende il nome di Fra Andrea da Campodarsego nell'ordine dei Cappuccini.
Nel giugno del 1886 fu ordinato sacerdote e nel 1903 divenne vescovo di Treviso dove morì nel 1936 e dove fu sepolto. Il 20 ottobre 2002 papa Giovanni Paolo II lo proclamò Beato.
Monumenti dedicati a S. Antonio di Padova: sono più modesti rispetto ai precedenti, collocati in più vie del paese.
Altre importanti istituzioni sono la Scuola dell’Infanzia “Maiset e Navarrini”, inaugurata il 5 gennaio 1969 e le scuole elementari (istituzione non religiosa).

## Eventi
Tra gli eventi più conosciuti, troviamo la Fiera di San Costanzo che si svolge ogni anno nell'ultimo week-end del mese di luglio e la "Primavera Fest" che si svolge invece verso la seconda metà di aprile.